# لبراهمة (السوالم الطريفية)
لبراهمة هو دُوَّار يقع بجماعة حد السوالم، إقليم برشيد، جهة الدار البيضاء سطات في المملكة المغربية. ينتمي الدوّار لمشيخة السوالم الطريفية التي تضم 3 دواوير. يقدر عدد سكانه بـ 5196 نسمة حسب الإحصاء الرسمي للسكان والسكنى لسنة 2004.

## روابط خارجية
- البوابة الوطنية للجماعات الترابية نسخة محفوظة 12 مارس 2018 على موقع واي باك مشين.
- المندوبية السامية للتخطيط